# Station Miroszka
Station Miroszka is een spoorwegstation in de Poolse plaats Miroszka.